# Crissy Moran
Crissy Moran (* 22. Dezember 1975 als Christina McMillan in San Diego, Kalifornien) ist eine ehemalige amerikanische Pornodarstellerin. Seit ihrem Ausstieg aus der Porno-Industrie distanziert sie sich bei öffentlichen Reden und in Interviews von der Branche, die sie als missbräuchlich und toxisch darstellt.

## Leben
Aufgewachsen in einem kleinen Ort bei Jacksonville, Florida, zog sie später nach Las Vegas und schlussendlich dann nach Los Angeles.
Ursprünglich stammte sie aus einer christlichen Familie, die englischer, irischer und polynesischer Abstammung ist. Ihr Vater war Pastor. Mit elf Jahren wandte sie sich dem christlichen Glauben zu. Ihre vermeintlich heile Welt zerbrach, als ihr Vater Alkoholiker und die Ehe ihrer Eltern geschieden wurde. Ebenfalls in ihrer Jugendzeit wurde sie von mehreren Männern missbraucht. Als Teenager litt sie an Depressionen und Minderwertigkeitsgefühlen. Sie hielt sich für hässlich, obwohl Jungen und Männer ihr immer wieder anzügliche Bemerkungen nachriefen, schreibt sie. Mit 18 wurde sie schwanger. Ihre Mutter drängte sie zu einer Abtreibung, weil ihr Freund sie nicht heiraten wollte. Freunde brachten sie auf die Idee, mit Nacktfotos Geld zu verdienen.
Sie startete ihre Karriere in der Erotikszene im Jahre 1999 als Aktmodell. Ihre ersten Aktbilder wurden online veröffentlicht. Im Jahr 2000 wurden die ersten Hardcore-Fotos von ihr publiziert. 2001 war sie im Castrol-Oil-Kalender und im Magazin Lowrider zu sehen. Sie lancierte eine kostenpflichtige Website namens Club Crissy.
Anfangs wurden nur Softcore-Fotos von Crissy Moran erzeugt, später wurden heterosexuelle wie auch lesbische Fotos, Bilder mit diversen Sexspielzeugen und fetischistische Fotos veröffentlicht. Sie wurde im Oktober 2005 vom Magazin Putain als „The Most Recognisable Adult Actress“ nominiert. 2005 war sie Centerfold im Magazin High Society. Nach eigenen Angaben habe sie zu der Zeit den Ekel vor sich selbst mit Alkohol und anderen Drogen betäubt.
In der zweiten Jahreshälfte 2005 unterzog sich Crissy Moran einer Brustvergrößerung. Danach hatte sie die Oberweite 90D.
2006 kehrte Crissy Moran der Sex-Branche nach einer inneren Wandlung den Rücken. Sie werde sich nie wieder für Nacktfotos oder Porno-Aufnahmen ausziehen, teilte sie ihren Fans auf ihrer (weiterhin existierenden) Website mit. In einem mehrseitigen Bericht schildert die 32-Jährige, wie sie in Jesus Christus „die größte Liebe meines Lebens gefunden“ habe: „Ich hoffe, meine Geschichte hilft anderen Menschen, nicht die gleichen Fehler wie ich zu machen.“ Inzwischen hat Crissy Moran nach eigenen Angaben unter Christen neue Freunde gefunden. Sie betet nach eigenen Angaben regelmäßig für ihre früheren Freunde aus der Porno-Branche.
Im Mai 2008 begannen die Dreharbeiten für den nicht pornografischen Film Oversold in dem sie die Hauptrolle spielt. Oversold ist die moderne Adaption der Geschichte des Propheten Hosea, dem von Gott aufgetragen wird eine Prostituierte zu heiraten. Oversold ist im Grunde dieselbe Geschichte in einem modernen Kontext. In diesem Fall ist der Prophet ein Pastor und die Prostituierte eine Stripperin aus Las Vegas. Der Film wurde von sumoJACK Productions produziert und hatte am 18. Oktober 2008 in Tempe (Arizona) in der Elevation Church Premiere.

## Ausstieg
Später stieg sie aus der Porno-Branche aus. In Interviews spricht sie darüber, dass sie von ihrem Vater missbraucht wurde und dass ihre Jugend von psychischen Problemen und Drogenkonsum geprägt war und dass sie im Kontext von toxischen Beziehungen in die Pornographie gedrängt wurde. Mittlerweile ist sie verheiratet und Mutter. Auch im Dokumentarfilm After Porn Ends, in dem mehrere ehemalige Pornodarsteller befragt werden, erzählte sie über diese Erfahrungen und ihr Leben.

## Filmografie (Auswahl)
- 2001: Barefoot Couples
- 2001: Toe Teasers
- 2001: Tough Times for Tender Talents!
- 2002: Girls Tie Girls
- 2002: North Pole #33
- 2002: Tickle Nightmare!
- 2003: Acid Dreams
- 2003: Enchantment
- 2003: Fem: Tango
- 2003: Invitation Only
- 2003: Little Lace Panties 6
- 2003: Pussy Foot’n 5
- 2003: Road Strip
- 2003: Tricks and Treats
- 2003: United Colors of Ass 10
- 2003: Very Personal Assistants
- 2004: Country Girls 2
- 2004: Foot Worship Adventures!
- 2004: Hotel Decadence
- 2004: Jack’s Playground 14
- 2004: Jack’s Playground 15
- 2004: Men Only's Gorgeous All Girls
- 2004: Murder-Set-Pieces
- 2004: Please Cum Inside Me 17
- 2004: Pussy Playhouse 8
- 2004: Serious Bondage for Hard Working Women
- 2004: South of Eden
- 2004: The Getaway
- 2005: Carnal Desires
- 2005: Helpless Heroines in Double Jeopardy!
- 2005: Naked Bondage Prisoners!
- 2005: Tied Topless Times Ten
- 2006: Bare-Skinned, Bound and Beautiful!
- 2006: Battling Ball-Gagged Beauties!
- 2006: Dirty Talk
- 2006: Girlvana 2
- 2006: Hysterical Tickle Hostages!
- 2006: I Like to Chloroform Girls!
- 2006: Licking Pussy 12 Ways
- 2006: Lingerie Seduction
- 2006: My Secret Life
- 2006: Pussyman’s Decadent Divas 29
- 2006: Restrained by Sinister Persons!
- 2006: So Beautiful, So Out of It!
- 2006: Wrapped, Gagged and Teased!
- 2007: Lipstick Lesbian Orgy
- 2008: Oversold
- 2012: After Porn Ends